# راه بازگشت (فیلم ۲۰۲۰)
راه بازگشت (انگلیسی: The Way Back) یک فیلم در ژانر درام و ورزشی به کارگردانی گاوین اوکانر است که در سال ۲۰۲۰ منتشر شد. از بازیگران آن می‌توان به بن افلک و جنینا گاوانکار اشاره کرد.

## داستان
جک کانینگهام یک پدیده بسکتبال HS بود که از بازی دور شد و آینده خود را از دست داد. اما خیلی زود فرصتی به دست می‌آورد که مربی گری یک تیم را به عهده بگیرد، طولی نمی‌کشد که او با چالش‌های گذشته اش روبرو می‌شود که…

## بازیگران
- بن افلک در نقش جک کانینگهام
- ال مادریگال در نقش دن
- میکلا واتکینس در نقش بث
- جنینا گاوانکار در نقش آنجلا
- گلین ترمن در نقش دکتر
- تاد استاشویک در نقش کورد
- برندون ویلسون در نقش برندون دورت
- چارلز لات در نقش چابز هندریک
- ویل راپ در نقش کنی داوس
- هیز مک‌آرتور در نقش اریک
- ریچل کارپانی در نقش دیان
- مارلین فورته در نقش گیل
- ملوین گرگ در نقش مارکوس پریش
- کریس برونو در نقش سل دسانتو
- دن لاریا در نقش جری نوریس